# Crumomyia glacialis
Crumomyia glacialis – gatunek muchówki z rodziny Sphaeroceridae i podrodziny Copromyzinae.
Gatunek ten opisany został w 1830 roku przez Johanna Wilhelma Meigena jako Borborus glacialis.
Muchówka o ciele długości od 4 do 5 mm. Głowa jej charakteryzuje się brakiem szczecinek zaciemieniowych oraz obecnością na każdym policzku oprócz wibrys jednej długiej dwóch szczecinki. Chetotaksję tułowia cechują szczecinki środkowe grzbietu ustawione w 2–4 rzędów oraz trzy pary dużych szczecinek śródplecowych. Na tarczce między długimi szczecinami brzeżnymi występują krótkie włoski. Powierzchnie mezopleurów są pozbawione opylenia i mają lustrzany połysk. Skrzydła są w pełni wykształcone i mają nieco przyciemnione przednie i tylne żyłki poprzeczne. Środkowa para odnóży ma grzbietową powierzchnię goleni zaopatrzoną w szczecinki dorsalne oraz rząd 3–6 szczecinek anterodorsalych. Tylna para odnóży ma tylko jeden włosek na udach oraz krótkie i grube szczecinki anterowentralne na goleniach. Ubarwienie odnóży jest głównie czarne.
Owad znany z Francji, Szwajcarii, Włoch, Słowacji, Ukrainy i Polski.